# 福建省云霄第一中学
福建省云霄第一中学（Yunxiao No.1 Middle School Of Fujian）坐落在绿树掩映的望安山麓、秀美如珠的漳江河畔，左有大臣拱照、右有将军护卫、前俯云霄县城、远眺海天胜景，是一处人杰地灵的读书圣地。是中国中小学素质教育基地、省教育系统先进集体、省德育工作先进学校、省花园式单位、福建省首批课程改革基地校。
云霄一中成立于1907年，前身是云霄县官立两等小学堂；1958年原“福建云霄中学”被福建省教育厅正式定称为“福建省云霄第一中学”
截至2016年，学校校园占地101.51亩，建筑面积38204.54平方米；有全校教职工245人，高级教师148人，占教师总数73.27%；有高中教学班50个，学生3000余人。

## 校友
学校自创建以来，培养数万名初中毕业生和近四万名高中毕业生。许多校友成为国内外知名学者。
- 方宗熙，海藻遗传育种奠基者
- 吴平，版画家
- 陈文和
- 张元锦
- 何镇邦
- 方是民（方舟子）
- 陈有庆少将
- 陈阿溪
- 蔡克疆，水利水文专家